# Вулиця Івана Франка (Житомир)
Вулиця Івана Франка — вулиця в Корольовському районі Житомира.

## Характеристики

### Розташування
Знаходиться у центральній частині міста, в Старому місті. Починається з Великої Бердичівської вулиці, прямує на північний схід та завершується на перехресті з вулицями Хлібною та Дмитрівською. Має перехрестя з вулицею Святослава Ріхтера. 

## Історія
Вулиця та її первинна садибна забудова сформувалися протягом другої половини ХІХ століття переважно на вільних від забудови землях тодішньої східної околиці Житомира згідно з генеральними планами міста середини ХІХ століття. На плані міста 1852 року вздовж вулиці знаходилися декілька будівель.
Історична назва вулиці — Гімназична, оскільки брала початок навпроти будівлі Першої чоловічої гімназії. Назва вживалася у другій половині ХІХ століття та протягом перших десятиліть ХХ століття. У 1919 році перейменована на вулицю Івана Франка. Протягом подальших років вживалася назва Гімназіальна. У 1926 році остаточно отримала нинішню назву. 
У 1920-х роках вулиця виступала межею між Центральним (Першим) та Другим (Окраїнним) районами міста. 
У 1970-х роках садибна забудова вулиці між вулицями Великою Бердичівською та Святослава Ріхтера була знесена, на її місці постала багатоповерхова забудова. 